# AA 카우덴시
아소시아상 아틀레치카 카우덴시(포르투갈어: Associação Atlética Caldense)는 카우덴시로 잘 알려진 브라질의 축구단으로 미나스제라이스주의 포수스지카우다스를 연고로 한다.

## 역사
카우덴시는 1925년 9월 7일 포수스지카우다스 지역의 FC 카우덴시의 일원이었던 포스쿠 파르지니와 주앙 지 모우라 가비앙엥 의해 창단되었다. 1928년 구단은 감브리누스 FC를 흡수 합병하였다. 1968년 벨루오리존치에서의 첫 경기를 이스타지우 인데펜덴시아에서 크루제이루 EC와 가졌고, 구단의 3-0 패배로 끝이 났다.

## 수상
- 캄페오나투 미네이루
  - 우승 (1회): 2002